# Freebird
 (janvier 2022).
La mise en forme du texte ne suit pas les recommandations de Wikipédia : il faut le « wikifier ».
Les points d'amélioration suivants sont les cas les plus fréquents :
- Les titres sont pré-formatés par le logiciel. Ils ne sont ni en capitales, ni en gras.
- Le texte ne doit pas être écrit en capitales (les noms de famille non plus), ni en gras, ni en italique, ni en « petit »…
- Le gras n'est utilisé que pour surligner le titre de l'article dans l'introduction, une seule fois.
- L'italique est rarement utilisé : mots en langue étrangère, titres d'œuvres, noms de bateaux, etc.
- Les citations ne sont pas en italique mais en corps de texte normal. Elles sont entourées par des guillemets français : « et ».
- Les listes à puces sont à éviter, des paragraphes rédigés étant largement préférés. Les tableaux sont à réserver à la présentation de données structurées (résultats, etc.).
- Les appels de note de bas de page (petits chiffres en exposant, introduits par l'outil «  Source ») sont à placer entre la fin de phrase et le point final[comme ça].
- Les liens internes (vers d'autres articles de Wikipédia) sont à choisir avec parcimonie. Créez des liens vers des articles approfondissant le sujet. Les termes génériques sans rapport avec le sujet sont à éviter, ainsi que les répétitions de liens vers un même terme.
- Les liens externes sont à placer uniquement dans une section « Liens externes », à la fin de l'article. Ces liens sont à choisir avec parcimonie suivant les règles définies. Si un lien sert de source à l'article, son insertion dans le texte est à faire par les notes de bas de page.
- La présentation des références doit suivre les conventions bibliographiques. Il est recommandé d'utiliser les modèles {{Ouvrage}}, {{Chapitre}}, {{Article}}, {{Lien web}} et/ou {{Bibliographie}}. Le mode d'édition visuel peut mettre en forme automatiquement les références.
- Insérer une infobox (cadre d'informations à droite) n'est pas obligatoire pour parachever la mise en page.

Pour une aide détaillée, merci de consulter Aide:Wikification.
Si vous pensez que ces points ont été résolus, vous pouvez retirer ce bandeau et améliorer la mise en forme d'un autre article.
Pour l’article homonyme, voir Free Bird.
Pour plus de détails, voir Fiche technique et Distribution.
Freebird (ou L'Oiseau libre) est un court métrage d’animation  américano-canadien en 2D, écrit et réalisé par Michael Joseph McDonald et Joe Bluhm, et co-réalisé par Nicholas Herd, directeur artistique. L’intrigue suit le parcours de Jon, un garçon ayant le syndrome de Down, qui fait son chemin dans le monde avec une mère aimante, un père absent, et un amour de toute une vie. Les quarante-cinq ans de la vie de Jon sont décrits en 5 minutes, sans dialogue,. Le film est une production conjointe entre Tonic DNA et L’Arche, avec une musique originale de Jordan Hart,.
Ce court-métrage a été lancé lors de la journée mondiale de la trisomie 21, le 21 mars 2021. À la suite de sa sortie, le film a reçu le premier prix au 38e Festival international du film pour enfants de Chicago (en) (Chicago International Children’s Film Festival), ce qui en fait un candidat aux Oscars pour la 94e cérémonie des Oscars.

## Synopsis
Jon aide sa mère vieillissante à s’asseoir dans un fauteuil et s’en va lui préparer une tasse de thé. Lorsqu’il revient, elle s’est endormie, un album de photos ouvert sur ses genoux. Dessus, il y a une note écrite sur une serviette en papier : Tu avais raison, il est parfait.
Retour dans les années 1970, Jon est une échographie sur un écran. Une belle jeune femme resplendit. Son mari est enchanté. L’infirmière remet au jeune couple un dépliant intitulé : INSTITUTION. Le mari ne peut pas se résoudre à élever un enfant ayant une déficience intellectuelle. Il quitte sa femme et son enfant qui n’est pas encore né. Malgré le déchirement causé par son ex-mari, elle donne naissance à un garçon trisomique, qu’elle nommera Jon.
Les toutes premières années de Jon sont marquées par des bons et des moins bons souvenirs avec sa mère : lui courant après un papillon, enterrant un poisson mort, s’éclaboussant avec l’eau de vaisselle, ou se préparant à aller au lit.
À l’école, des enfants méchants ‘bullies’ lui lancent des élastiques sur la tête par derrière. À la récréation, Jon est en train de tortiller l’élastique. Miranda, une jeune fille ayant la trisomie 21, s’approche de lui avec un grand sourire. Elle guide la main de Jon vers son bras, se faisant cadeau de l’élastique et le transformant en bracelet. Maintenant, pendant la classe, Jon transforme tous les élastiques des ‘bullies’ en bracelets pour Miranda.
Jon a un coup de cœur pas vraiment secret pour Miranda depuis des années. En dernière année d’école secondaire, Jon se présente comme candidat à la présidence des étudiants. Ses tracts disent : « …Es-tu DOWN? ». Sa plus grande sympathisante, Miranda, porte une pancarte qui dit : « Je suis Down ».
Lors de la graduation, Jon fait un signe à sa mère, qui a les yeux pleins d’eau. Elle jette un œil vers la gauche et aperçoit un homme qu’elle a connu dans le temps; il est maintenant plus âgé et a perdu des cheveux, mais c’est lui, le père de Jon. Il sourit tristement à son ex-épouse.
Jon monte sur l’estrade et fait une pause. Et là, il ouvre le devant de sa toge et on voit apparaître un blason de super-héros qui dit : « Je suis Down ». Tout le monde applaudit, tout le monde sauf le père de Jon. La réussite de son fils dans la vie le bouleverse.
Après la graduation, Jon retire le bracelet vert de Miranda et le transforme en bague, en guise de demande en mariage. Tandis que Jon et Miranda exécutent la première danse à leur mariage, le père de Jon tend à sa mère une note écrite sur une serviette en papier : Tu avais raison, il est parfait.
Aujourd’hui, Jon, qui a quarante-cinq ans, ne sait quoi penser de la serviette en papier. Il la montre à Miranda. Aucun des deux ne sait d’où vient cette note, mais le message est clair. Jon dépose avec amour une couverture sur sa mère endormie, puis éteint la lumière.

## Fiche technique
- Titre original et français : Freebird
- Titre québécois : L'Oiseau libre
- Réalisation : Michael Joseph McDonald, Joe Bluhm
- Direction artistique : Nicholas Herd
- Scénario : Michael Joseph McDonald, Joe Bluhm
- Musique : Jordan Hart
- Animation : Guillaume Blackburn, Celia Bullwinkell, Malcolm Sutherland
- Production : Michael Joseph McDonald, Jennifer Nadeau, Mariana Duran
- Sociétés de production : Tonic DNA,L'Arche
- Sociétés de distribution : L'Arche
- Pays : États-Unis, Canada
- Langues originales : anglais
- Genre : Animation
- Durée : 5 minutes

## Musique
Jordan Hart a composé la musique pour Freebird ; la chanson Freedom (Liberté) est sortie le 12 mars 2021,.
| Liste des titres | Liste des titres | Liste des titres | Liste des titres | Liste des titres | Liste des titres | Liste des titres | Liste des titres | Liste des titres | Liste des titres |
| No               | Titre            | Durée            |                  |                  |                  |                  |                  |                  |                  |
| ---------------- | ---------------- | ---------------- | ---------------- | ---------------- | ---------------- | ---------------- | ---------------- | ---------------- | ---------------- |
| 1.               | Freedom          | 04:21            |                  |                  |                  |                  |                  |                  |                  |
| 04:21            |                  |                  |                  |                  |                  |                  |                  |                  |                  |

## Accueil de la critique
Shauna Powers, de CBC, l’a qualifié d’avant-gardiste, ajoutant que « c’est la première fois que nous voyons la trisomie 21 célébrée aussi magnifiquement dans un film d’animation ».
Dan Sarto, d’Animation World Network, a décrit le court-métrage comme « puissant » et « touchant », déclarant que « ce film puissant remet en question les idées fausses entourant le syndrome de Down en posant la question : « Pourquoi le monde présume-t-il qu’une vie handicapée n’est pas profondément belle? ».
Après avoir vu le court-métrage, Stashmedia.tv a recommandé : « Prenez un mouchoir ou même six… larmes garanties dès la première minute ».
Amid Amidi, de Cartoon Brew (en) dit que le film dépeint le syndrome de Down sous un jour positif en « s'éloignant des notions problématiques de pitié et de peur » et a mis Freebird sur la liste des candidats aux Oscars 2022.
Clayton Davis, rédacteur en chef sur les prix cinématographiques à Variety, a choisi Freebird comme l’un des « 5 favoris » dans sa liste de prédictions pour les Oscars 2022. Lors d'une séance de questions-réponses avec les réalisateurs, le rédacteur en chef sur les films d’animation, Ramin Zahed, a qualifié Freebird de « l'un des meilleurs films d’animation de l'année ».
Richard Propes, de The Independent Critic, décrit Freebird comme « rien de moins qu'exquis » et il ajoute : « En tant que journaliste de cinéma ayant un handicap, - dans mon cas une spina-bifida/paraplégie/amputation, - qui travaille également dans le domaine du handicap, je peux vous assurer que la vie des personnes handicapées est, en effet, très belle et que « Freebird » le reflète à la perfection ».

## Distinctions
En date de décembre 2021, Freebird a gagné plusieurs prix, dont:
| Année | Prix                                                        | Catégorie                                                             | Résultat | Notes  |
| ----- | ----------------------------------------------------------- | --------------------------------------------------------------------- | -------- | ------ |
| 2021  | Festival international du film pour enfants de Chicago (en) | Prix du Jury professionnel pour le meilleur court-métrage d’animation | Lauréat  | ,      |
| 2021  | Festival international du film de San Diego                 | Meilleur film d’animation                                             | Lauréat  | [ 17 ] |
| 2021  | Vancouver Island Short Film Festival                        | Meilleure musique originale                                           | Lauréat  | [ 18 ] |
| 2021  | The IndieFest Film Awards                                   | Prix d’excellence, mention spéciale – questions relatives au handicap | Lauréat  | [ 19 ] |
| 2021  | One-reeler Competition                                      | Meilleur scénario                                                     | Lauréat  | [ 20 ] |
| 2021  | Toronto Independent Film Festival of Cift                   | Meilleur court-métrage canadien                                       | Lauréat  | [ 21 ] |